# Economía en la guerra del Pacífico
Las economías en la guerra del Pacífico fueron la disponibilidad de recursos económicos de los países beligerantes, los aliados Bolivia y Perú, por un lado y Chile por otro, durante la guerra del Pacífico (1879-1883). Esto incluye tanto los recursos internos como los externos, así como también las condiciones que favorecían o restringían el acceso a los recursos.

## Situación internacional

Red telegráfica al inicio de la guerra: Santiago estaba unido a Buenos Aires y desde allí a Europa que a su vez conectaba a los EE. UU. Lima estaba unida a Santiago, pero no a Panamá, la estación sur de la red norteamericana. En Bolivia solo Tipiza, 600 km de La Paz, estaba unida a Buenos Aires.

La guerra del Pacífico sorprendió a los tres beligerantes en medio de una crisis general del sistema económico mundial al que, después del enclaustramiento colonial, habían logrado integrarse con mayor o menor éxito. La crisis mundial fue causada por el Pánico de 1873 y la consiguiente Gran Depresión (1873-1896).
La Revolución industrial había establecido una división del trabajo entre los países conectados al comercio mundial: en países centrales, Europa y EE. UU., productores de manufacturas, prestamistas de capital y tecnología y países abastecedores de materias primas.
Los tres países participaban en el mercado mundial con exportaciones a Europa y EE. UU. de estaño, plata y salitre (Bolivia), algodón, azúcar, guano y salitre (Perú) y cobre, plata y trigo (Chile). Desde los países centrales se importaban las todo tipo de manufacturas, ya que existían pocas de ellas que pudiesen competir con los productos los países industrializados: telas, máquinas, armas, locomotoras, barcos, etc. Esto significaba que el armamento más moderno de los beligerantes debía ser comprado, y transportado desde Europa o los EE. UU. a través del estrecho de Magallanes, cruzar el Istmo de Panamá o ser transportado por tierra a través de la Argentina.
El comercio entre los tres países, antes de la guerra era reducido, con la excepción del comercio exterior boliviano que fue dependiente del puerto peruano de Arica. 
De los países en guerra, Chile era el más adelantado en industria, finanzas y comercio. Su progreso y estabilidad habían atraído capitales europeos que dinamizaban su economía. Inversiones chilenas habían iniciado en Perú y Bolivia (Corocoro, Huanchaca, Caracoles, CSFA, Banco Nacional de Lorenzo Claro) la explotación del salitre y otros minerales. 
Aunque Perú era el país que más ingresos tenía, por sus exportaciones de guano principalmente, el despilfarro y la desidia habían conducido a la paradoja de que tras la fabulosa Era del Guano financiada con los ingresos del fertilizante natural, en 1876 el país quedó endeudado, en cesación de pagos y sin acceso al mercado internacional del dinero (préstamos).
La preponderancia económica británica estaba lentamente dando paso a la estadounidense, no sin conflictos, como se demostró durante la guerra. James G. Blaine, ministro de RR.EE. de los EE. UU. quería acelerar el proceso expansivo de su industria e intervino activamente en las negociaciones de paz, pero no pudo alcanzar sus objetivos, que eran entregar las salitreras a intereses norteamericanos para su explotación.
Una de las empresas británicas que tuvo una participación casi directa en los inicios del conflicto fue la Casa Gibbs de Londres, una compañía que fue dueña de grandes oficinas salitreras en Perú, tuvo a su cargo la venta de salitre peruano en Europa, financió al gobierno peruano, pero que también tenía una participación minoritaria en la compañía chilena CSFA. La Casa Gibbs, por medio de su sucursal en Valparaíso, intentó infructuosamente influenciar al directorio de la CSFA para disminuir la cantidad de salitre producido en Bolivia para asegurar el control peruano sobre el precio internacional del salitre.
| País        | 1853      | 1853          | 1853                 | 1853                  | 1853          | 1853                  | 1853         | 1877                                    | 1877                                                                   |
|             | Población | Exportación £ | Recaudación fiscal £ | Deuda al extranjero £ | Deuda total £ | Deuda per cápita en £ | Deuda/Export | Línea férrea en operación en 1877 en km | Presupuesto estatal de educación en miles de libras esterlinas en 1877 |
| Chile       | 1.443.000 | 2.262.000     | 1.100.000            | 1.385.000             | 1.785.000     | 1.23                  | 0.79         | 1.624                                   | 196                                                                    |
| Perú        | 2.001.000 | 2.916.000     | 2.963.000            | 5.118.000*            | 9.954.000     | 4.97                  | 3.41         | 2.030                                   | 78                                                                     |
| Bolivia     | 2.300.000 |               |                      |                       |               |                       |              | 209                                     | s/i                                                                    |
| 1. 2. 3. 4. |           |               |                      |                       |               |                       |              |                                         |                                                                        |

Es importante señalar que durante la guerra existían en Gran Bretaña leyes de neutralidad que exigían al gobierno impedir cualquier exportación de material de guerra a países en guerra. Las reclamaciones de Alabama habían condenado a Gran Bretaña a pagar indemnizaciones al gobierno norteamericano por la venta de barcos de guerra a los confederados durante la Guerra de Secesión (1861-1865).
Cambio de monedas
Durante la guerra variaron los términos de intercambio entre las diferentes monedas en curso, estas eran el peso chileno, el sol peruano de plata, el sol peruano de papel, el inti peruano, el boliviano (moneda de Bolivia), el dólar estadounidense, el franco francés y la libra esterlina.
En Recuerdos de una Misión en el Ejército Chileno, el observador Eugène Marie Le Léon sostiene que tras la ocupación de Lima se pagaba el salario de los soldados chilenos usando los soles de papel capturados por la Expedición Lynch al cambio 1 peso chileno por 10 soles peruanos de papel. Según Léon, el peso chileno habría perdido en los momentos más críticos la mitad de su valor, pero que al final (se refiere a la ocupación de Lima que finalizó su presencia en la costa peruana) costaba tres francos franceses. El sol de plata costaba entre 3.5 y 4.5 francos, pero no dice cuando.

## Economía en Bolivia

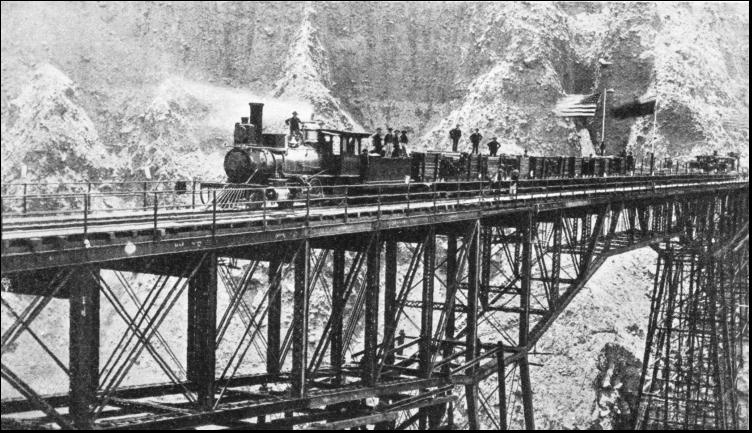
Inauguración del (primer) Puente Verrugas en 1873, construido por Enrique Meiggs. Los inversiones peruanas en la construcción de ferrocarriles, aunque financieramente y técnicamente fabulosas, no produjeron los flujos de dinero esperados ni un cambio radical en la economía de la sierra peruana.

Bolivia es la articulación de la causas de la guerra, sin la cual es imposible su entendimiento.
La situación de Bolivia estaba caracterizada por el aislamiento, por los largos, inhóspitos y difíciles caminos para comunicarse con otros países a través de la Cordillera de los Andes, el Desierto de Atacama o los largos caminos a Buenos Aires. La capital, Sucre, no estaba conectada al mundo por el telégrafo y las noticias debían ser enviadas a Arica o Tacna a pie. Para el viaje a Cobija se necesitaban 15 días, a Arica 5 o 6 días, para Mollendo se debía viajar a pie, luego el lancha y por último en tren. Existieron, durante la crisis 1878-79, negociaciones para extender el ferrocarril de Antofagasta al Altiplano, pero lamentablemente no prosperaron.: pág.152-153 
Dada la falta de estadísticas oficiales para describir la gravedad de la situación social y económica de Bolivia antes de la guerra, el historiador boliviano Roberto Querejazu utiliza la metáfora de los jinetes de la apocalipsis: la peste, el hambre, la muerte y, por último, la regencia de Hilarión Daza. Sequía, paludismo y disentería azotaron Bolivia sin misericordia. La sequía causó una baja de la producción agrícola con la consiguiente hambruna entre los pobres. La peste y el hambre se enseñorearon en Bolivia.
Los productos de exportación de Bolivia eran la plata, el estaño y el salitre. Pero este último no contribuía directamente a la recaudación fiscal dado que la empresa chilena (CSFA) que lo extraía lo exportaba exenta de impuestos en consideración a que había debido financiar la completa infraestructura (caminos, puertos de embarque, abastecimiento, vivienda, etc) de la región desértica necesarios para iniciar la explotación. La compañía aducía que un alza de impuestos haría la explotación de yacimientos de tan baja ley económicamente inviable.
El Tratado de límites entre Bolivia y Chile de 1874 había definido la frontera pero también obligaba a Bolivia por 25 años a no alzar ni crear nuevos impuestos sobre capitales ni personas chilenas en la región salitrera. El tratado mezcló derechos soberanos con derechos económicos, que aunque limitados en el tiempo, conducirían a los países vecinos a la guerra. 
La falta de un puerto cercano a sus centros poblados obligó a Bolivia a depender del puerto peruano de Arica, lo que era utilizado por Perú para cobrar aranceles leoninos a las importaciones bolivianas, país que a su vez alzaba los aranceles a productos importador por Arica para impulsar al alicaído puerto de Cobija, en aquel entonces boliviano. Tras décadas de amenazas, tratados fallidos y ocupaciones, el 26 de octubre de 1878, se acordó el Tratado de Comercio y Aduana entre Perú y Bolivia que liberaba el comercio entre ambos países.: pág.55  El 7 de junio de 1881, con Lima ocupada por tropas chilenas, Perú y Bolivia celebraron el Tratado de Comercio y Aduanas que estableció franquicias especiales para cada una de las partes, esto después de que Chile había autorizado a petición de Bolivia el tránsito de mercaderías a Bolivia y el gobierno peruano de la sierra había protestado por la colaboración chileno-boliviana.: pág.56 
El 15 de abril de 1879, apenas iniciada la guerra, los aliados celebraron un acuerdo por el cual el Perú contribuiría a la guerra con 8.000 hombres más su Marina y Bolivia con 12.000 hombres y además rembolsaría al Perú los gastos causados por esta a través de la retención del 50% de la recaudación aduanera de Bolivia en Arica y Mollendo y de todos los ingresos por exportaciones de salitre, gastos que serían pagados por Chile tras su derrota como reparaciones de guerra. Los intentos chilenos de apartar Bolivia de su alianza con el Perú, hechos públicos por Daza, lograron que el 15 de junio los aliados acordaran, en un nuevo tratado, compartir los costos por partes iguales.
Sin embargo, las arcas fiscales bolivianas no permitían tales empresas y tras la derrota en la Campaña de Tacna y Arica, el ejército boliviano, o lo que quedaba de él, volvió al altiplano y no participó más en la guerra. Dado que no tenía una marina de guerra, la participación posterior fue solo económica y de apoyo diplomático al Perú.
Con las costas occidentales de América del Sur vigiladas por la Armada de Chile, Bolivia se convirtió en un corredor para armas y pertrechos traídos desde Buenos Aires.
Cuando Bolivia perdió toda esperanza de recuperar militarmente el territorio de Antofagasta, trató de involucrar a los Estados Unidos en la guerra por medio de una oferta de concesiones salitreras a cambio de la garantía estadounidense de la integridad territorial de Bolivia. La oferta fue desechada por el gobierno yanqui.
La moneda boliviana era el boliviano y su valor era de aproximadamente 0.154 libra esterlina.
El 18 de febrero de 1879, cuando la noticia de la ocupación de Antofagasta aún no era conocida en La Paz, se ratificó un acuerdo comercial con Perú, que había sido largamente preparado y debatido, y que Perú ya había aprobado. Disponía el libre tránsito de mercaderías hacia Bolivia por Perú a cambio de un arancel de 5% por servicios de puerto, aduanas y muelles. Los productos peruanos entrarían sin pago de aranceles a Bolivia con excepción de los alcoholes y el ron que debían pagar un 5%. Este acuerdo tenía para Perú la ventaja de eliminar Bolivia como potencial refugio y apoyo a Nicolás de Piérola.

## Economía en Chile
Tras una larga fase de estabilidad política, en la década de los 1870 Chile exportaba principalmente cobre, plata y trigo, pero también lana: Vol.7, pág.11-12  y existía una incipiente producción industrial.: Vol.6, pág.252  Con la ventaja de ser el primer puerto de atraque en el Pacífico de los barcos provenientes de Europa, en el puerto se desarrolló una gran dinámica comercial que tenía vínculos con Perú, Bolivia, Estados Unidos y Australia para el intercambio de mercaderías, noticias y capitales. Desde Valparaíso se abastecía las regiones salitreras de Tarapacá y Antofagasta, enviaba trigo a Australia y California, estaba radicada la CSFA, se transaba el salitre que partía a Europa y estaba comunicado por telégrafo con Buenos Aires, Londres, París y Nueva York.
Los intereses chilenos en los países aliados se basaban en inversiones en minería boliviana (Corocoro, Huanchaca, Caracoles y Antofagasta) pero también en bancos bolivianos que habían sido cofundados por inversionistas chilenos como Lorenzo Claro. En el Perú los chilenos habían estado entre los primeros que habían creado empresas para la extracción del salitre, pero sus propiedades fueron estatizadas en 1875 bajo la ley del Monopolio peruano del salitre. En ambos países vivían miles de trabajadores chilenos que trabajaban en las salitreras, la construcción de vías férreas, en los puertos y hasta en la marina peruana. Todos ellos fueron expulsados del Perú y del altiplano boliviano al comienzo de la guerra.
Aunque los tres países sufrieron las consecuencias de la crisis económica internacional en 1878, Chile era el que mejor pie tenía.
En 1860 el estado normó la emisión de billetes, todos emitidos por bancos privados, y en 1873 debió anunciar el fin de la convertibilidad.: Vol.7, pág.266  temiendo que los bancos casi insolventes fueran asediados por las solicitudes de reintegros, la administración de Pinto tomó la drástica medida de declarar la inconvertibilidad del papel-moneda(julio de 1878).: Vol.6, pág.260 
Chile también había sido un deudor impago pero en menor medida que el Perú.: pág.15 

### La propiedad de las salitreras de Tarapacá
La propiedad privada de las salitreras de Antofagasta nunca fue puesta en duda. Pero una vez ocupadas en noviembre de 1879 las salitreras de Tarapacá, el gobierno chileno debió decidir como integrar las ganancias de la zona al esfuerzo bélico. Se debía determinar a quien pertenecían (al estado chileno, peruano o a los tenedores de bonos de deuda) y cual era la mejor forma de reiniciar el trabajo y la exportación después de la paralización causada por la partida de los trabajadores chilenos, el bloqueo naval y la destrucción de las instalaciones de embarque. Para ello se formaron dos comisiones que debía analizar la situación y entregar una propuesta de acción. Considerando que:
- la soberanía sobre la región de Tarapacá era aún incierta
- el estado no disponía de capital para reiniciar los trabajos ni menos para nuevas inversiones
- la guerra requería gran parte de la mano de obra chilena
- el estado carecía de los conocimientos técnicos (know how) necesarios para gestionar la industria
- los tenedores de certificados de deuda (con que Perú pagó la expropiación a los propietarios) exigían el pago de los documentos
- los tenedores de bonos peruanos (que habían prestado dinero a Perú en 1869, 1870 y 1872) exigían el pronto pago de la deuda que tenía como garantía los depósitos de guano y salitre

ambas comisiones aconsejaron devolver las salitreras a los antiguos dueños o a los propietarios de los bonos de deuda, lo que el estado hizo.
Durante el primer año de la guerra, las continuas derrotas aliadas habían bajado el precio de los bonos que la estatización había entregado a los propietarios de las salitreras. En esa situación un astuto aventurero inglés, John Thomas North, compró una buena parte de los bonos, probablemente a sabiendas de que el estado chileno respetaría la propiedad de los tenedores de bonos. de esa manera al entregar el estado chileno las salitreras a los poseedores de bonos, no se las entregó a los antiguos dueños sino a nuevos dueños.
Para financiar la guerra el estado chileno impuso ya en 1879 un impuesto de ₤ 2.57 por tonelada exportada de salitre a todas las empresas salitreras, de Tarapacá, Antofagasta y Atacama.

### Los beneficios de los depósitos de guano en los territorios ocupados
Antes de la guerra el gobierno peruano había garantizado los préstamos de 1869, 1870 y 1872 que sumaban más de ₤ 30.000.000 con hipotecas sobre los depósitos de guano y salitre. El estado chileno permitió por decreto del 22 de febrero de 1880 que los deudores extrajeran guano de los depósitos bajo su control a cambio de un reducido arancel de ₤ 1.50 por tonelada.: pág.139  Tiempo después fue más severo y aumentó las exigencias. Primero lo limitó al tiempo que durase la guerra, ordenó registrarse ante las autoridades y el 2 de mayo de 1881 nombró la Casa Gibbs de Londres como consigné, quitando completamente el control de los acreedores sobre los movimientos de dinero. El 9 de febrero de 1882 Chile terminó la concesión a los acreedores y comenzó a depositar el dinero en una cuenta hasta que los acreedores lograran un acuerdo sobre prioridades.: pág.141-42  El asunto comenzó a tener más y más ramificaciones internacionales que resumiremos en la sección Perú de este artículo.

### Fabricación de armas y pertrechos
En Chile se fabricaban cañones en una maestranza de Limache ya antes de la guerra y durante la guerra se logró instalar una fábrica de municiones para fusiles. También se armaron en Valparaíso lanchas torpederas que habían sido sacadas desarmadas de Gran Bretaña.
En Perú se fabricó el cañón Grieve similar al Krupp y el cañón White,  además de fusiles.

## Economía en Perú

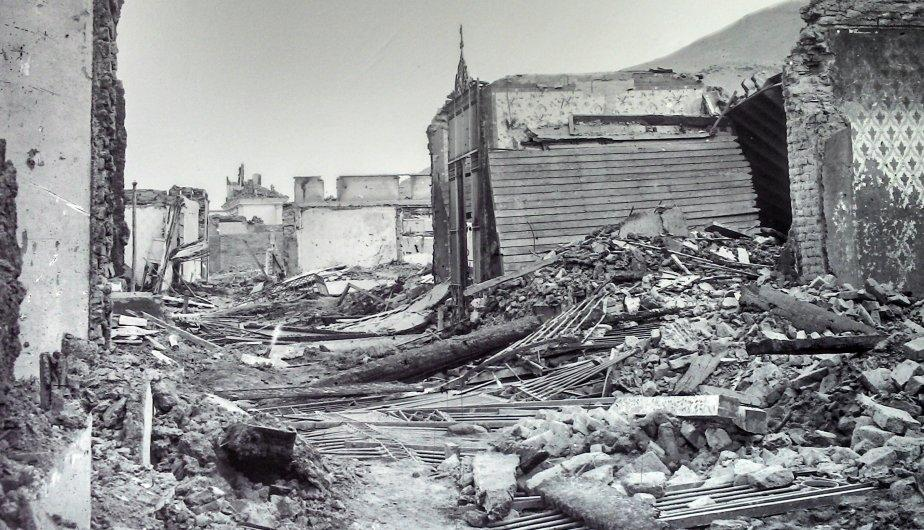
Ruinas en la ciudad tras la Batalla de Chorrillos.

Desde los comienzos de la década de 1840 hasta los inicios de la guerra con Chile en 1879, la vida económica y política del Perú descansó, de una manera u otra, sobre la explotación del guano de las islas.: Vol.6, pág.211 
Con el inicio del bloqueo chileno de los puertos de exportación peruanos inmediatamente se abrió un forado en las finanzas peruanas. El año 1879 se habían previsto en el presupuesto, aprobado en febrero de 1879, ingresos fiscales por el monto de Soles 15.257.698 pero el bloqueo chileno de los puertos de exportación los redujo a Soles 8.078.555. Se ha calculado que se hubiesen necesitado Soles 55.000.000 para solventar los gastos del primer año de la guerra.: pp2375-2376  Peor aún, La Peruvian Guano, consignataria del guano peruano en Europa suspendió las remesas al estado peruano debido a que con el bloqueo se había debido suspender la carga de la mercadería.
Jorge Basadre describe la situación de los flujos de remesas al Perú por concepto del guano así:
Con la certeza de que la Peruvian Guano Company (es decir, la entidad beneficiaria del contrato de 1876) era hostil y considerando también que la casa Dreyfus se negaba a colaborar en espera de la revolución de Piérola, los comisionados empezaron a tratar con un tercer interesado: la Sociedad General de Crédito Industrial y Comercial de Paris.: p2390 
Uno tras otro pasaron 6 ministros de finanzas por el gabinete de Prado sin lograr estabilizar la situación económica.
El presidente Mariano Ignacio Prado había enviado a Europa a Rosas y Goyeneche como renegociadores de los contratos del guano. Tras la caída de Prado, Piérola, el nuevo mandatario, firmó decretos en que reconocía deudas con la Peruvian Guano y la casa Dreyfus, provisionalmente, a cambio de un préstamo de £ 1.000.000 por la casa Dreyfus. En París, Rosas y Goyeneche también rescindieron el contrato con la Peruvian Guano, pero firmaron otro con la Credit Industriel. Piérola anuló este contrato, embargó las propiedades de Rosas y Goyeneche y prohibió la circulación del periódico El Comercio que había publicado una defensa de Rosas.: págs.2457-60 : pág.135 

### Diferentes agrupaciones e intereses de los acreedores
Es imposible explicar en pocas líneas todas las medidas, contramedidas, protestas, desconocimientos, acuerdos, desacuerdos, interpretaciones y acusaciones que se destilaron durante la guerra a causa de los diferentes intereses que giraban en torno al pago de la deuda peruana y que continuarían por décadas después de la guerra.
La deuda externa peruana durante la guerra puede ser clasificada en tres tipos:
1. Certificados de deuda emitidos para pagar la estatización de las salitreras. Estos fueron servidos por el gobierno chileno con la devolución de sus propiedades.
2. Reclamos de dos ciudadanos estadounidenses basados en dudosos derechos de ciudadanos franceses.[nota 1] En realidad, estos reclamos habían sido desestimados por los tribunales peruanos en tiempos de paz, pero fueron "recalentados" para impedir la cesión de Tarapacá. Estos reclamos solo importan porque fueron utilizados por EE. UU. para intervenir en las negociaciones de paz con voz propia. Según Hurlbut, el embajador estadounidense en Lima estos casos debían ser incluidos en el tratado de paz.
3. Bonos de deuda provenientes de los préstamos de los años 1869, 1870 y 1872, más que nada europeos, para financiar, entre otros, la construcción de ferrocarriles. Los numerosos acreedores se organizaron en grupos de presión para exigir a sus gobiernos el pago de las deudas. Entre ellos existían diferencias y cada uno exigía ojalá un pago inmediato y completo de sus deudas en detrimento de los otros deudores. Los grupos de presión por bonos de deuda más conocidos eran la Société Général de Crédit Industriel et Commercial[nota 2], el grupo Dreyfus, el grupo de Russell[8]: pág.137  (sucedido por Cave) y el grupo de Croyle[8]: pág.137 .

### Intentos de EE.UU. de expulsar a Gran Bretaña del mercado latinoamericano

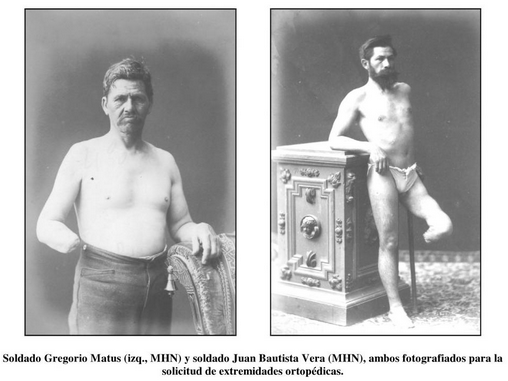
Soldados chilenos Gregorio Matus y Juan Bautista Vera, fotografiados para obtener extremidades ortopédicas. 4.081 soldados chilenos regresaron inválidos, 10% del total de la movilización. En el año 2008, 280 mujeres recibían pensión estatal en Chile por ser hijas o viudas de veteranos de la guerra.

Los Estados Unidos veían Chile como un peón británico y su triunfo como un avance británico en la competencia por el mercado latinoamericano.: pág.63  Blaine fue quien acusó:
It is a perfect mistake to speak of this as a Chilean war on Perú, 
Inicialmente James G. Blaine, apoyó el programa de la Crédit Industriel como la única posibilidad de evitar la anexión y pagar la indemnización a Chile. Pronto la opinión pública norteamericana notó que se arriesgaba una guerra con Chile para proteger acreedores europeos y además favorecería personalmente a Blaine a través de un contrato que entregaba la venta de salitre en Estados Unidos a una firma de abogados que poseía Blaine con su socio, Levy P. Morton.: pág.120  Entonces Blaine pasó a favorecer la opción de la Peruvian Company. Pero, también ahí descubrió la opinión pública norteamericana que el embajador estadounidense en Perú sería agraciado con una licencia para la explotación de carbón en Chimbote. Finalmente, con la muerte del presidente James A. Garfield y la llegada de Chester A. Arthur, los Estados Unidos renunciaron a imponer condiciones a Chile para la paz.

### Acreedores británicos aceptan oferta chilena
Los grupos británicos de Russel y Croyle se asociaron para protestar porque el nuevo contrato Piérola-Dreyfus los dejaba fuera de cualquier pago. A su vez aceptaron la oferta chilena de reiniciar la exportación de guano según decreto chileno del 22 de enero de 1880 (arancel de exportación de 30 chelines por tonelada): pág.139  A más tardar aquí, si no antes, se produce un quiebre entre los acreedores franceses liderados por Dreyfus y los británicos que elogiaron la política chilena de respeto a los (sus) contratos. El gobierno chileno sabía de los intereses de los acreedores y buscaba su apoyo para preparar la anexión de las provincias ocupadas. Por el contrario, Piérola, que desde siempre había estado asociado a Dreyfus, sabía que para rechazar la cesión debía tener el apoyo de los EE. UU. y para ello debía alejarse de Gran Bretaña.: pág.25-26 
- Fabricación de armas y pertrechos nacionales
- Moneda: Peso e Inca

## Consecuencias
Al comienzo de la guerra los aliados habían expulsado a los trabajadores chilenos que residían en sus territorios y habían confiscado sus bienes. Los tratados que finalizaron la guerra establecieron la creación de tribunales arbitrales que debían determinar sobre el monto a devolver a esas personas por el daño causado. También se establecieron tribunales arbitrales para determinar la cuantía de los daños hechos por las armas chilenas a la propiedad de ciudadanos de países neutrales.

### Bolivia
Bolivia, por causas económicas, no pudo continuar la guerra a Chile desde la Batalla de Tacna. En 1884 entregó la administración de Antofagasta a Chile y en 1904 cedió Antofagasta a Chile a cambio de derechos de tránsito y la construcción de un ferrocarril.

### Chile
Chile anexó dos provincias ricas en recursos naturales aunque con poca población, una región que ha entregado una buena parte de los ingresos estatales desde entonces. Los pleitos con los acreedores continuaron por largo tiempo. En septiembre de 1887, por ejemplo, Chile solicitó un préstamo en el mercado de Londres. Un grupo de acreedores solicitó y obtuvo de la bolsa de Londres que negara el espacio a la transacción debido a que "Chile no había asumido sus justas y equitativas obligaciones con respecto a los acreedores de bonos peruanos.": pág.154 
Finalmente el Protocolo Elías-Castellón fue firmado entre Perú y Chile el 8 de junio de 1890. Por él, Chile devolvió al Perú la administración de la explotación de los depósitos guaneros de Tarapacá, el dinero acumulado en el Banco de Inglaterra desde el decreto de 1882 y el 80% de lo que había desviado como propio de las ganancias del guano desde aquel decreto desde entonces. Todo ello bajo la presunción de que serían dirigidas por Perú directamente a los acreedores. A cambio Chile fue eximido de cualquier cobro por parte de los acreedores peruanos.: pág.160 
Respecto de la integración de Chile al mercado internacional, Bruce St John sostiene que:
| El alto nivel de inversiones extranjeras en Chile en general y en la industria del nitrato en particular provocó a algunos posteriormente a sustentar una tesis de conspiración extranjera según la cual gobiernos europeos habrían influenciado los sucesos durante la guerra en desventaja para el Perú. El intento de colocar un conflicto regional en un marco mayor fue loable, pero nunca han aparecido evidencias de alguna intervención o influencia colectiva. | (Original en inglés) The high level of foreign investment in Chile in general and in the nitrate industry in particular later spawned a foreign-conspiracy thesis that argued that European governments had influenced events during the war to Peru's disadventage. The attempt to place the regional conflict in a wider context was laudable, but no evidence has surfaced to substantiated claims of either collective influence or collective intervention. |
| Bruce St John, Foreign Policy of Peru, página 111 | |

### Perú
El Tratado de Ancón puso fin a la guerra, aunque Perú continuo desangrándose en una guerra civil entre Miguel Iglesias y Andrés Cáceres. Ocho de los catorce artículos del tratado estipulan normas netamente económicas y el que cede Tarapacá a Chile (el 2. art.) es de consecuencias económicas obvias.
El resultado de la guerra fue catastrófico para la economía de Perú: cedió la provincia que financiaba sus gastos, perdió por décadas toda posibilidad de obtener crédito internacional, más tarde tuvo que entregar sus ferrocarriles a sus deudores en el Contrato Grace.

### Otros Países
Estados Unidos fracasaron en su intento de intervenir a favor de sus intereses comerciales que iniciaban su carrera en América del Sur: su diplomacia fue mal guiada y estaba mal preparada.: pág.32 
Los acreedores de bonos peruanos, en su mayoría en manos de súbditos británicos, obtuvieron la mitad de las ganancias netas de las salitreras conocidas al inicio de la guerra. En Francia se habló de una intervención armada contra Chile (como había ocurrido en la Primera Intervención francesa en México (1838-39) y Segunda intervención francesa en México (1862-67)) y solicitó el apoyo de Gran Bretaña, pero esta estaba advertida de que los EE. UU. no lo permitirían.: pág.34 : pág.153 